# Dolly (poupée)
Pour les articles homonymes, voir Dolly.
Dolly est une poupée mannequin créée et commercialisée par l'ancienne société française Gégé de 1968 à 1979. Cette poupée articulée de 50 cm est la rivale de la poupée Cathie de la firme concurrente, Bella. Elle reprend le corps pivotant de Mily et est dotée d'un trousseau important. Son fiancé Eric, son frère Gilles et son amie Aloa, une poupée noire, sont créés en 1974.